# Grzegorz Saczko
Grzegorz Saczko herbu Korczak – skarbnik podlaski w 1620 roku.

## Życiorys
Poseł na sejm 1620 roku i deputat na Trybunał Skarbowy Koronny w 1620 roku.